# Sabine Eichenberger
Sabine Eichenberger (?, 25 de setembro de 1968) é uma ex-canoísta de velocidade suíça na modalidade de canoagem.

## Carreira
Foi vencedora da medalha de Prata em K-4 500 m em Atlanta 1996 junto com as suas colegas de equipa Gabi Müller, Ingrid Haralamow e Daniela Baumer.